# Een scheve schaats
Een scheve schaats is een Nederlandse klucht uit 1981 met een hoofdrol voor John Lanting. Verder zijn te zien: Flip Heeneman, Lex de Regt, Bram Biesterveld, Dick Scheffer,  Arnica Elsendoorn, Paul van Oort, Bep Westerduin en Lida Engelsman.
Deze klucht is gebaseerd op Ray Cooneys toneelstuk One for the pot.

## Omschrijving
De naïeve Bennie Bastenberg staat op het punt om een royale financiële schenking te ontvangen van de compagnon van zijn overleden vader. Voorwaarde is wel dat Bennie nog de enige levende telg van de familie is. Naar aanleiding van een advertentie in de krant melden zich bij de gulle gever echter nog een paar onbekende broers, die tot dat moment geen weet van elkaars bestaan hadden. Bastenbergs inhalige werkgever wil graag een graantje meepikken en doet er alles aan om de ongewenste familieleden weg te werken, daarbij gesteund door de corrupte en gokverslaafde butler. Eén en ander valt samen met het verjaardagsfeest van de dochter des huizes die zich, zeer tegen de zin van haar vader, wil verloven met een pompeuze kunstcriticus. Als de vader een beroep op Bennie doet om zijn dochter in te palmen en ook Bennies vrouw nog ten tonele verschijnt, is de chaos compleet.